# Scopula congruata
Scopula congruata är en fjärilsart som beskrevs av Philipp Christoph Zeller 1847. Scopula congruata ingår i släktet Scopula och familjen mätare. Inga underarter finns listade.